# Doctrina Hillary
La "Doctrina Hillary" es la doctrina de la ex secretaria de Estado de los Estados Unidos, Hillary Rodham Clinton, particularmente en referencia a su postura de que los derechos de las mujeres y la violencia contra las mujeres deben considerarse cuestiones de seguridad nacional. La doctrina abarca las posturas que ha mantenido antes, durante y después de su mandato como secretaria.

## La doctrina
La doctrina está definida más explícitamente en una charla de aparición sorpresa del 8 de diciembre de 2010 que Clinton hizo en la Conferencia TEDWoman en Washington D. C.:
Así que Estados Unidos ha hecho del empoderamiento de las mujeres y las niñas una piedra angular de nuestra política exterior, porque la igualdad de las mujeres no es solo una cuestión moral, no es solo una cuestión humanitaria, no es solo una cuestión de justicia; es un problema de seguridad. Es una cuestión de prosperidad y es una cuestión de paz... Démosle a las mujeres los mismos derechos, y naciones enteras serán más estables y seguras.  Neguémosle a las mujeres la igualdad de derechos, y la inestabilidad de las naciones es casi segura. La subyugación de la mujer es, por tanto, una amenaza para la seguridad común de nuestro mundo y para la seguridad nacional de nuestro país.
El principio se incorporó en la primera Revisión Cuatrienal de Diplomacia y Desarrollo que fue realizada y publicada por el Departamento de Estado durante 2009-2010, que mencionó a mujeres y niñas más de 130 veces y que decía "La protección y el empoderamiento de las mujeres y las niñas es clave para la política exterior y la seguridad de los Estados Unidos".

La doctrina fue afirmada nuevamente por Clinton en el capítulo culminante de Decisiones Difíciles, sus memorias de 2014 de su tiempo como secretaria:
...No era coincidencia que los lugares donde la vida de las mujeres estaba más infravalorada coincidieran en gran medida con las partes del mundo más afectadas por la inestabilidad, los conflictos, el extremismo y la pobreza. Este fue un punto perdido para muchos de los hombres que trabajan en la política exterior de Washington, pero a lo largo de los años llegué a verlo como uno de los argumentos más convincentes de por qué defender a las mujeres y las niñas no era solo lo correcto, sino también inteligente y estratégico... la correlación era innegable, y un creciente cuerpo de investigación mostró que mejorar las condiciones para las mujeres ayudó a resolver conflictos y estabilizar sociedades. Los "asuntos de la mujer" habían sido relegados durante mucho tiempo al margen de la política exterior de Estados Unidos y la diplomacia internacional, considerados en el mejor de los casos como algo agradable en el que trabajar, pero difícilmente una necesidad. Me convencí de que, de hecho, esta era una causa que llegaba al corazón de nuestra seguridad nacional.

## Historia y análisis
Las raíces de la doctrina comienzan con la ascendencia de la carrera política de Clinton, desde estar a la sombra de su esposo, el presidente Bill Clinton, como primera dama, hasta ser posicionada al centro de la atención pública por derecho propio durante un discurso que pronunció en el Cuarta Conferencia Mundial sobre la Mujer en 1995 en Beijing. En este discurso, Clinton proclamó que "si hay un mensaje que hace eco más allá de esta conferencia, es que los derechos humanos son derechos de la mujer y los derechos de las mujeres son derechos humanos de una vez por todas". Esta declaración fue un momento crucial y un punto de partida en la formación de lo que posteriormente se conoció como la Doctrina Hillary.
Otro hito importante fue la adopción de la Resolución 1325 del Consejo de Seguridad de las Naciones Unidas y los Planes de Acción Nacionales que surgieron de ella. Y durante sus audiencias de confirmación en el Senado de los Estados Unidos para convertirse en Secretaria de Estado, Clinton declaró: "Quiero asegurarles que, como secretaria de Estado, veo los problemas [de las mujeres] como un elemento central de nuestra política exterior, no como algo adjunto o auxiliar ni menor que todos los demás problemas que tenemos que afrontar ".
La noción explícita de tal planteamiento fue introducida por primera vez por un artículo de Newsweek titulado "La Doctrina Hillary" y publicado en marzo de 2011 por la periodista Gayle Tzemach Lemmon. En él, se cita a Clinton diciendo que cree que "los derechos de las mujeres y las niñas es la asignatura pendiente del siglo XXI". Para fortalecer su argumento a favor de los derechos de las mujeres, Clinton sitúa este tema en el contexto de la seguridad nacional, en el sentido de que "donde las mujeres están desempoderadas y deshumanizadas, es más probable que veas no solo fuerzas antidemocráticas, sino extremismo que conduce a desafíos de seguridad".
En otro artículo de Lemmon, publicado en The Atlantic en abril de 2013, se aclara nuevamente la Doctrina Hillary. Lemmon cita un discurso pronunciado por Clinton ante la cumbre Women in the World poco después de dejar el Departamento de Estado en el que reflexiona sobre la causa que defendió en el pasado a favor de los derechos de las mujeres y sostiene que "demasiadas personas, por lo demás reflexivas, siguen viendo la suerte de las mujeres y las niñas como algo separado de la sociedad en general ".  Además, Clinton explica cómo los extremistas se basan en esta ignorancia para evitar que las mujeres sean liberadas y, con eso, también impiden la liberación a sociedades enteras. Sin embargo, en lugar de hablar en términos puramente abstractos de "extremistas" y "sociedades", Clinton identifica concretamente algunos países que quiere que traten mejor a sus mujeres, a saber: Egipto, Pakistán, India y, en un nivel diferente, el mismo Estados Unidos. Para concluir, Lemmon especula si la Doctrina Hillary se transformará en una plataforma política sobre la que Clinton pueda postularse para presidenta en 2015 . Sin embargo, independientemente de las especulaciones sobre las acciones de Clinton en el futuro, por ahora, la Doctrina Hillary es una contribución importante a las discusiones sobre seguridad nacional en todo el mundo.
En su libro de 2015 The Hillary Doctrine: Sex and American Foreign Policy, la profesora de la Universidad de Texas A&M, Valerie M. Hudson, y la exgerente y consultora de la Organización Mundial de la Salud, Patricia Leidl, examinan detenidamente la Doctrina Hillary, comenzando por su premisa. Al principio, la noción se consideró contraria a la intuición y, a veces, fue descartada rápidamente dentro de los círculos académicos. Pero Hudson encuesta investigaciones que ella y otros han realizado, en parte utilizando la base de datos del Proyecto WomanStats, sobre el vínculo entre la violencia contra las mujeres y la desigualdad de género dentro de un estado y el nivel de seguridad nacional y estabilidad de ese estado. Ellos resumen un conjunto de hallazgos diciendo: "Lo que encontró el equipo de investigación fue que el mejor predictor de la paz de un estado no era el nivel de democracia, riqueza o identidad de civilización: el mejor predictor de la paz de un estado era su nivel de violencia contra mujeres. Estos hallazgos atraviesan la riqueza, el tipo de régimen y la región". Se describen varios estudios de casos que investigan la causalidad, como el aborto selectivo por sexo y el infanticidio femenino en Asia, la violación durante las guerras civiles del Congo, el destino de las mujeres en la Primavera Árabe y, en mayor medida, la violencia en curso contra las mujeres en Guatemala.
Hudson y Leidl luego analizan la política exterior de la administración de Barack Obama y el mandato de Hillary Clinton como Secretaria de Estado para ver si sus acciones reflejan un compromiso con la Doctrina Hillary. En muchos casos, encontraron que sí, como nombrar a muchas mujeres para puestos de poder, aumentar la financiación para la Oficina de Asuntos Globales de la Mujer en un factor de diez, el uso intensivo de las redes sociales y las visitas locales de Clinton a grupos de mujeres. De hecho, Clinton hizo del empoderamiento de las mujeres en todo el mundo el tema principal de su periodo como Secretaria de Estado. Pero también señalan una serie de ocasiones en las que Clinton y la administración guardaron silencio sobre los abusos contra mujeres o niñas debido a necesidades estratégicas de Estados Unidos, sobre todo en el "conspicuo silencio" sobre el trato de Arabia Saudita a su población femenina. Finalmente, analizan la implementación y encuentran que durante el período en cuestión se hizo mucho para implementar la Doctrina Hillary en Washington mediante el establecimiento de un marco regulatorio y legal para ella, pero que hubo un historial más mixto después de ese punto, con omisiones y debilidades ocurridas en las fases de desarrollo, contratación e implementación local del programa.
Las críticas a la doctrina han sugerido que encarna el "feminismo imperial", la promoción de valores feministas para justificar el militarismo y un imperio estadounidense moderno. Otra línea de preocupación es que las acciones de Estados Unidos ponen a las mujeres en riesgo con el tiempo, con especial atención a aquellas que fueron alentadas a asumir un papel más destacado en la promoción de los derechos de las mujeres en Afganistán y la ansiedad por su seguridad tras la retirada planificada de las fuerzas estadounidenses de ese país. De hecho, Hudson y Leidl consideran que la condición de las mujeres afganas es una prueba de fuego para determinar si la Doctrina Hillary puede llegar a realizarse. También existen otras teorías para explicar las causas fundamentales del conflicto y la inestabilidad internacional, como la hipótesis del choque de civilizaciones, la teoría de la paz democrática y el énfasis en la pobreza y escasez ambiental.

## Otras formulaciones
Varias otras definiciones de lo que podría ser una "Doctrina Hillary" han aparecido impresas. Otro artículo titulado "La Doctrina Hillary", publicado en The Atlantic en enero de 2013 por el periodista David Rohde, habla de los términos de los intercambios entre Clinton y otros políticos estadounidenses dentro de las discusiones sobre dilemas relacionados con Estados Unidos y ciertos países africanos. Esta vez, Clinton señaló explícitamente a las acciones tomadas por Estados Unidos en el exterior y argumentó que, contrariamente a la creencia popular, "muchos de los desafíos que enfrentamos no se resuelven de manera inmediata, o sostenible, únicamente con la acción militar".  Además, si bien la doctrina antes mencionada se centra en poblaciones, como mujeres y niños, que generalmente se ignoran en las discusiones sobre seguridad nacional, Clinton también hace un esfuerzo para presionar para que se incluyan lugares que históricamente han sido ignorados dentro de las discusiones sobre seguridad nacional. Sin embargo, Rohde nunca menciona la frase "Doctrina Hillary" en el artículo, y podría haber sido la creación del titular de la revista. 
En abril de 2015, James M. Goldgeier, politólogo y decano de la Escuela de Servicio Internacional de la American University, escribió un artículo titulado "La Doctrina de Hillary Clinton" (el único lugar en el artículo que menciona "doctrina") para The National Interest. Sin embargo, el artículo analiza principalmente las tendencias de política exterior de las últimas administraciones estadounidenses y hace sugerencias sobre lo que debería ser una política exterior de Hillary Clinton al mismo tiempo que enfatiza las limitaciones y dificultades de los posibles cursos de acción.
La propia Clinton no ha hecho ninguna mención explícita de una "Doctrina Hillary" por su nombre. Además, en Decisiones Difíciles, afirmó que tampoco hubo una "Doctrina Obama" unificada durante su mandato, y dijo que la variedad de problemas que enfrentaba el país no permitía una "hoja de ruta simple y elegante" para abordarlos. Sin embargo, en una entrevista de agosto de 2014 con el periodista Jeffrey Goldberg de The Atlantic, Clinton parece anhelar un enfoque de este tipo para lidiar con el yihadismo que fuera comparable a la estrategia de contención que Estados Unidos utilizó contra la Unión Soviética durante la Guerra Fría. Hizo referencia a un dicho muy citado de Obama al decir: "Las grandes naciones necesitan principios organizativos, y 'no hacer tonterías' no es un principio organizativo". Analizando esta entrevista, en agosto de 2014, el periodista John Cassidy escribió un artículo titulado "La Doctrina Hillary: ¿'Poder inteligente' o 'De regreso a las Cruzadas'?" en The New Yorker, que afirmaba que Clinton abogaba por "una campaña global sostenida dirigida al Islam radical (algunos, sin duda, la llamarán una 'cruzada') que abarque todas las opciones a disposición de Estados Unidos y sus aliados: militares, diplomático, económico, político y retórico". Pero, de nuevo, la frase "Doctrina Hillary" solo está en el titular del artículo.